# Forêts de basses terres et d'altitude de Bornéo
Les forêts de basses terres et d'altitude de Bornéo forment une région écologique identifiée par le Fonds mondial pour la nature (WWF) comme faisant partie de la liste « Global 200 », c'est-à-dire considérée comme exceptionnelle au niveau biologique et prioritaire en matière de conservation. Elle regroupe deux écorégions terrestres de l'île de Bornéo :
- les forêts pluviales des basses terres de Bornéo
- les forêts pluviales d'altitude de Bornéo